# 6 Inch
«6 Inch» es una canción grabada por la cantante estadounidense Beyoncé para su sexto álbum de estudio, Lemonade (2016). La canción fue escrita por Abel Tesfaye, Knowles, Danny Schofield, Benjamin Diehl, Terius Nash, Ahmad Balshe, Jordania Asher, David Portner, Noah Lennox, Brian Weitz, Burt Bacharach y Hal David. La canción contiene un sample del sencillo de 1969 «Walk On By», interpretado por el músico estadounidense de soul Isaac Hayes, originalmente compuesto por el vocalista Dionne Warwick.
El vídeo musical de la canción es parte del filme Lemonade, estrenado en HBO.

## Rendimiento comercial
Después del lanzamiento de Lemonade, «6 Inch» debutó en la lista Billboard Hot 100, en el número 18, convirtiéndose en la vigésimo sexta canción de Beyoncé en los primeros lugares de la lista. «6 Inch» también entró en la lista Hot R&B/Hip-Hop Songs,  en el número 10, convirtiéndose en la vigésima séptima canción de Beyonce dentro del Top 10 de la lista.

## Posicionamiento en listas
| Lista (2016)                           | Mejor posición |
| -------------------------------------- | -------------- |
| Australia (ARIA)                       | 61             |
| Australia Urban Singles (ARIA)         | 6              |
| Bélgica (Ultratip Flanders)            | 15             |
| Bulgaria (Top 40)                      | 8              |
| Canadá (Canadian Hot 100)              | 31             |
| Euro Digital Songs (Billboard)         | 13             |
| Francia (SNEP)                         | 47             |
| Grecia Digital Songs (Billboard)       | 4              |
| Escocia (Scottish Singles Sales Chart) | 31             |
| Suecia Digital Songs (Billboard)       | 4              |
| Reino Unido (UK Singles Chart)         | 35             |
| Reino Unido (UK R&B Chart)             | 11             |
| Estados Unidos (Billboard Hot 100)     | 18             |
| Estados Unidos (Hot R&B/Hip-Hop Songs) | 10             |